# Sternacutus
Sternacutus is een kevergeslacht uit de familie van de boktorren (Cerambycidae). De wetenschappelijke naam van het geslacht werd voor het eerst geldig gepubliceerd in 1961 door Gilmour.

## Soorten
Sternacutus is monotypisch en omvat slechts de volgende soort:
- Sternacutus zikani (Melzer, 1935)